# Katharina Franke
Katharina Jennifer Franke (* 19. August 1977 in Düsseldorf) ist eine deutsche Physikerin. Sie ist Professorin für Oberflächenphysik an der Freien Universität Berlin.

## Leben
Katharina Franke studierte ab 1996 Physik an der Universität Kiel und der Pennsylvania State University in den USA. Ihre Doktorarbeit fertigte sie von 2000 bis 2003 an der Freien Universität Berlin in der Gruppe von Karl-Heinz Rieder zur Morphologie, den Phasenübergängen und der Epitaxie der Oberflächen von Quasikristallen an. Von 2004 bis 2005 war sie Postdoktorandin an der École polytechnique fédérale de Lausanne, von wo sie an die FU Berlin zurückkehrte. Dort war sie 2005 bis 2009 wissenschaftliche Assistentin und hatte anschließend von 2009 bis 2011 eine Juniorprofessur inne. 2012 war sie Gastprofessorin an der Technischen Universität Berlin. Im Dezember 2012 berief die FU Berlin sie auf eine Professur für Oberflächenphysik.

## Forschung
Katharina Frankes Arbeitsgruppe Experimentelle Nanophysik verwendet Tieftemperatur-Rastertunnelmikroskopie und Rasterkraftmikroskopie zur Untersuchung grundlegender Phänomene der elektronischen Struktur einzelner Moleküle und von Molekülanordnungen auf Oberflächen.
Im Gebiet der elektronischen Eigenschaften molekularer Nanostrukturen und dünner Schichten wird die Selbstorganisation molekularer Strukturen auf Metalloberflächen untersucht mit dem Ziel, Anordnungen mit speziellen strukturellen und elektronischen Eigenschaften zu erzeugen. Zu diesen gehören komplexe Bandstrukturen an der Grenzfläche zwischen Metall und organischem Molekül sowie magnetische Effekte.
Ein weiteres Forschungsgebiet Frankes sind inelastische Transportphänomene durch einzelne Moleküle. Tunnelnde Elektronen können einzelnen Molekülen Wärme zuführen, indem sie bestimmte Vibrationszustände anregen; letztlich kann dies zur Zerstörung des Moleküls führen. Katharina Frankes Arbeitsgruppe untersucht diese Phänomene, charakterisiert sie und nutzt ihre Eigenschaften, um die Zustände von Molekülen auf Oberflächen im Detail zu charakterisieren und Moleküle gezielt zu verändern.
Im Bereich der magnetischen Wechselwirkungen an Oberflächen benutzt die Gruppe indirekte Methoden der Molekül- und Festkörperphysik zum Nachweis lokalisierter Spinzustände in auf Metalloberflächen adsorbierten organischen Molekülen.
Magnetismus auf nanometrischen Längenskalen wird von der Gruppe auch durch die Verwendung supraleitender Oberflächen untersucht. Ein magnetisches Moment im adsorbierten Molekül schwächt die Cooper-Paare im Supraleiter und kann diese auch auflösen. Dieser Effekt kann durch sogenannte Shiba-Zustände in der supraleitenden Energielücke des Substrats nachgewiesen werden.

## Ehrungen und Auszeichnungen
Die Physikalische Gesellschaft zu Berlin zeichnete Katharina Franke 2009 für ihre „hervorragenden Forschungsarbeiten auf dem Gebiet des Elektronentransports durch ein einzelnes Molekül“ mit dem Karl-Scheel-Preis aus.
2012 verlieh die Deutsche Physikalische Gesellschaft Katharina Franke den Hertha-Sponer-Preis in Anerkennung ihrer „wegweisenden Arbeiten zum Wechselspiel magnetischer Moleküle mit Supraleitern auf der nano- und mesoskopischen Skala“.